# Untitled (The Smashing Pumpkins)
Untlited è un singolo tratto dall'album Greatest Hits del gruppo di rock alternativo The Smashing Pumpkins, pubblicato nel 2001 dalla Virgin Records. È stato l'ultima registrazione della band prima del loro scioglimento nel 2000, infatti è stato suonato dal vivo solo nel loro tour di riunione del 2007.

## Il brano
Come singolo ufficiale è stato pubblicato dalla Virgin Records in Europa con brani tratti dalle registrazioni di Machina/The Machines of God come B-side.
Corgan ha dichiarato che Untitled suona intenzionalmente come i primi Pumpkins di Gish e Siamese Dream e che potevano sempre produrre musica nello stile dei vecchi album, ma che invece volevano esplorare con la loro musica nuove direzioni.
Né D'arcy Wretzky né la sua sostituta Melissa Auf der Maur erano presenti alle registrazioni, ma soltanto tre dei quattro membri della band, così le parti di basso sono suonate da Billy Corgan.

## Video
Esistono due versioni del video di questo brano. La prima è un montaggio retrospettivo ottenuto usando 16 video della band dal 1988 al 2000, eseguito da Rhett Finch. La seconda, presente sulla Greatest Hits Video Collection, consiste in riprese della band che registra il brano alla Chicago Recording Company, lo studio preferito dai Pumpkins. Il video è stato diretto da Bart Lipton e montato da Mark Imgrund.

## Tracce
Tutti i brani sono scritti da Billy Corgan.
CD singolo UK e UE
1. Untitled – 3:54
2. Try (versione alternativa) – 4:20
3. Age of Innocence (prima versione) – 4:14

## Formazione
Hanno partecipato alle registrazioni.
- Billy Corgan – voce, chitarra, basso
- James Iha – chitarra
- Jimmy Chamberlin – batteria